# 국제수력학회
국제수력학회(International Hydropower Association, IHA)는 1995년에 UNESCO의 IHP의 주도로 설립되고 영국에 중앙사무국이 있다. 수력 분야 전문가 및 기관의 비정부 학회로 Hydropower & Dams를 발간하고 2002년 현재 회원은 400여 개인회원과 60여 단체회원이 있고 학생, 개인, 개인평생, 단체회원으로 구분한다.

## 같이 보기
- 전기
- 에너지
- 수력 발전
- 수력
- 지속 가능한 에너지